# Il grande colpo
Il grande colpo (The Big Hit) è un film del 1998 diretto da Kirk Wong.

## Trama
Melvin Smiley è un killer gentiluomo che vive nel terrore di perdere l'affetto della gente. A questo scopo si ritrova incastrato in una relazione assurda con un'amante che non fa che spillargli soldi minacciandolo di "smettere di volergli bene". Per racimolare soldi si lascia coinvolgere in un lavoretto "fuori contratto" organizzato dall'avido collega Cisco. L'obiettivo è quello di rapire Keiko Nishi, figlia di un potente industriale; peccato che l'industriale in questione sia ormai sul lastrico e che per ritrovare la figlia si rivolga al suo amico nonché padrino della figlia che altri non è che lo spietato capo di Melvin e soci. Cisco lascerà ricadere le colpe su Melvin che si ritroverà incastrato tra una situazione ingestibile con Keiko, che si rivelerà capace di capirlo più di chiunque altro, da una parte e l'incontro con i genitori della fidanzata (ebrei che faticano ad accettare un non ebreo) dall'altra.